# Johann Jakob Bager
Johann Jakob Bager, auch Jost Bager	 (* um 1670 in Wiesbaden; † 1. August 1739 ebenda) war ein deutscher Baumeister.

## Leben
Bager war der Sohn des Werkmeisters Georg Leonhard Bager. Er absolvierte seine Ausbildung bei Max von Welsch und wurde danach zum Fürstlich-Nassauischen Hofbau- und Werkmeister ernannt. 1700 bis 1702 leitete er den Bau von Schloss Biebrich, 1712 den Neubau der Kirche im Ortsteil Mosbach in Biebrich. Zwischen 1725 und 1727 führte er den Neubau der evangelischen Kirche in Saarbrücker Stadtteil St. Johann. Um 1730 führte er den Bau der evangelischen Kirche von Wahlschied durch. 1736 hatte er die Bauleitung an der Kirche von Wörsdorf.
Bager war seit 1698 mit Maria Margaretha Heiden verheiratet. Mit ihr hatte er drei Kinder, darunter seinen Sohn Johann Daniel Bager.

## Weitere Bauprojekte
- 1717: Erweiterung der Mauritiuskirche (Wiesbaden)
- 1724–1729: Ausbau Unionskirche (Idstein)
- 1727–1730: Umbau der evangelischen Kirche in Wiesbaden-Naurod
- 1730: Bau der Remise mit Konditorei und Backhaus für das Usinger Schloss
- 1730: Bau der Stiftsschaffnerwohnung in Sankt Arnual
- 1731–1734: Umbau der evangelischen Kirche in Wiesbaden-Bierstadt
- 1738: Neubau des Kirchenschiffs der evangelischen Kirche in Dudweiler